# Herman Major Schirmer
Herman Major Schirmer, född den 20 juni 1845 i Kristiania (nuvarande Oslo), död den 11 april 1913, var en norsk arkitekt och byggnadshistoriker. Han var son till Heinrich Ernst Schirmer.
Schirmer studerade för fadern samt i Dresden 1866–1868, ritade Frognerseteren, Hotel Royal i Kristiania, kyrka i Hamar, kreditbanken i Bergen med mera. År 1873 blev han lärare vid Kristiania Kunst- og haandverksskole, vars nydaning från den gamla "Tegneskolen" förnämligast är hans verk. Schirmer blev riksantikvarie (den förste innehavaren i Norge av detta ämbete) efter att sedan 1898 ha tillhört styrelsen för Foreningen til norske fortidsmindesmerkers bevaring. Han utgav en studie över Kristkirken i Nidaros (1885), Femti daterede norske bygninger fra middelalderen (1887), med mera. 